# Peter Schärli
Peter Schärli (* 29. Mai 1955 in Schötz) ist ein Schweizer Jazztrompeter, Komponist und Bandleader.

## Leben
Als Zehnjähriger begann Schärli auf der Trompete. Bereits während der Lehre als kaufmännischer Angestellter nahm er Unterricht an der Jazzschule Luzern. Während der Tätigkeit als kaufmännischer Angestellter in einer Maschinenfabrik trat er ab 1974 als Sänger, Pianist und Trompeter mit der Bluesband „Exodus“ auf. Zwischen 1977 und 1981 besuchte er die „Swiss Jazz School“ in Bern, die er mit Diplom abschloss; in dieser Zeit kam es zu Projekten mit Urs Blöchlinger und John Wolf Brennan. Mit Marco Käppeli und Thomas Dürst gründete er 1982 ein eigenes Trio, das er dann 1984 mit Hans Koch und dem Gitarristen Giancarlo Nicolai, oder dem Saxophonisten Roland Philipp, zum Quintett erweiterte (1987 Montreux Jazz Festival, Album Schnipp-Schnapp 1986). Ab 1988 kommt es zu internationalen Tourneen mit seinem Quintett, das bis heute regelmässig mit Glenn Ferris als Gastmusiker zusammenarbeitet (Deutschland, Frankreich, GUS-Staaten, Indien, später auch Österreich und Lateinamerika) und mehrere Alben einspielt. 1994 formierte sich das Peter Schärli Special Sextet mit Ferris, Tom Varner, Dürst, dem Pianisten Hans Feigenwinter und der Schlagzeugerin Béatrice Graf. Ferner begleitete er die Sängerin Sandy Patton, u. a. auf Alben mit seiner 1991 gegründeten Dont change your hair for me mit Dürst, Patton und der Gitarristin und Sängerin Antonia Giordano. Er trat auch mit Hazy Osterwald, Co Streiff, Hans Kennel, Gabriele Hasler, Dom Um Romão, Werner Lüdi, Rick Margitza, Paul Rutherford, Tommy Meier, Saadet Türköz, Gerry Hemingway und Charlotte Hug auf. Weiterhin arbeitete er in verschiedenen Zirkussen wie dem Zirkustheater „Federlos“.
Seit 1981 unterrichtet Schärli an der Jazz Schule Luzern bzw. der heutigen Hochschule für Musik Luzern. Schärli ist der Sohn des früheren Nationalrats Hans Schärli (1925–2014).

## Auszeichnungen
In den Jazzpolls der brasilianischen Tageszeitung „Tribuna da Imprensa“ wurde Schärli zum besten Trompeter 2006 gewählt (vor Lew Soloff und Randy Brecker).

## Diskografische Hinweise
- Peter Schärli Trio feat. Glenn Ferris: Give (yellowbird, 2021)[1]
- Sound Experience / Klangerlebnis (Unit Records mit Lauren Newton, Jean-Jacques Pedretti, Sylwia Zytynska)
- Peter Schärli / Juarez Moreira / Hans Feigenwinter Castelo (TCB Records, 2013)
- Peter Schärli Special Sextet featuring Glenn Ferris Hot Peace (2006)
- Peter Schärli Special Sextet featuring Glenn Ferris & Tom Varner Guilty (2001)
- Peter Schärli Don’t Change Your Hair for Me featuring Dom Um Romão & Willy Kotoun Ballads and Brazil (1998)
- Peter Schärli Special Choice Wenn’s im Sommer ins Kino schneit (1987)